# Robert E. Kohler

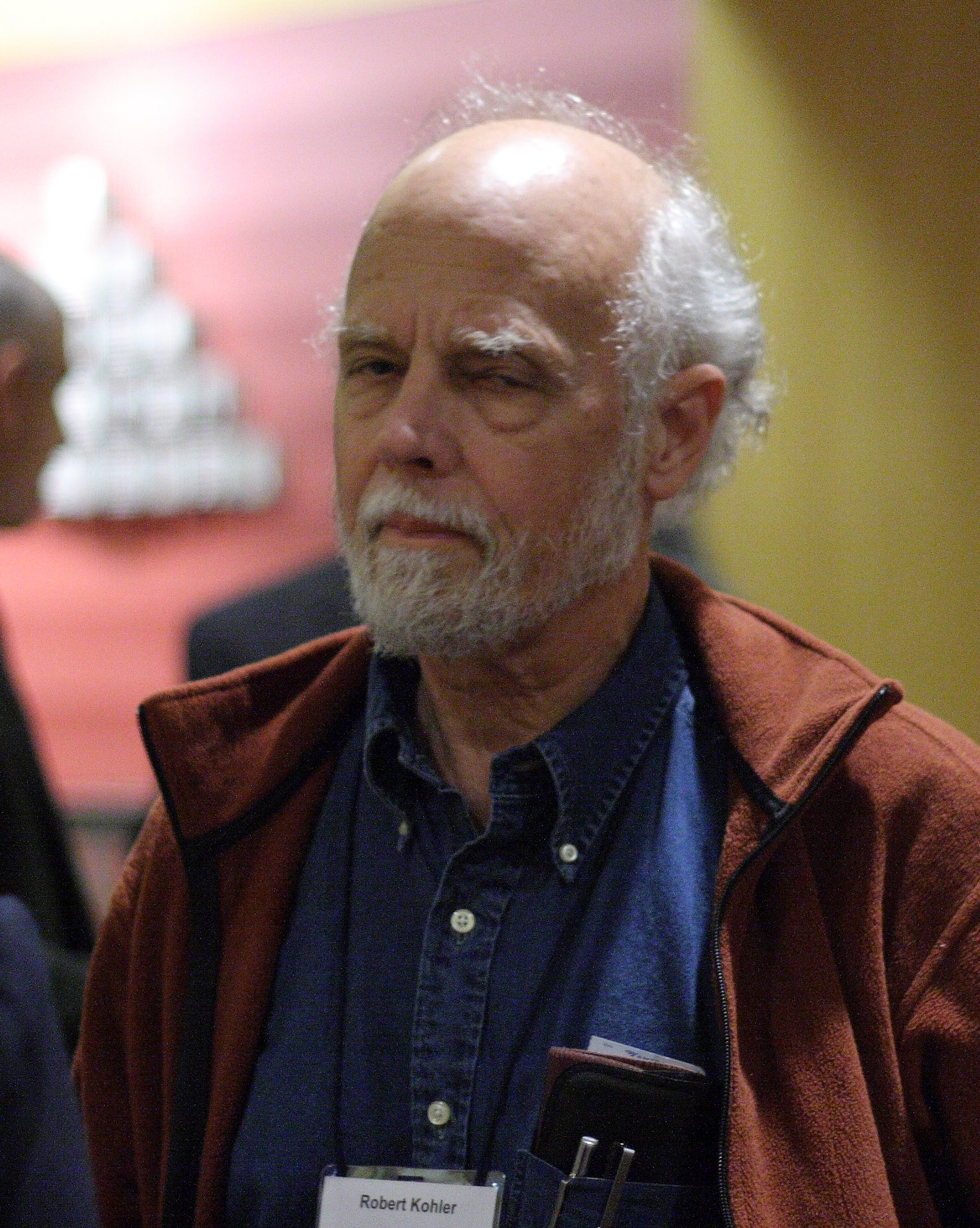
Robert E. Kohler, 2007

Robert E. Kohler (* 1937) ist ein US-amerikanischer Chemiker und Wissenschaftshistoriker mit dem Schwerpunkt Biowissenschaften. Er ist seit 2005 Professor Emeritus am „Department of History and Sociology of Science“ der University of Pennsylvania (Penn).

## Leben
Robert E. Kohler ist seit den 1960er-Jahren mit Frances Coulbourn Kohler verheiratet, die als Redakteurin und in leitender Tätigkeit zum Erfolg der wissenschaftshistorischen Fachjournale Isis, Osiris und zuletzt Chemical Heritage beigetragen hat.

### Akademische Karriere
1959 erwarb Kohler den B.A. in Chemie an der Yale University mit summa cum laude. 1965 promovierte er in Harvard zum Ph.D., gleichfalls in Chemie. Er blieb als Research Fellow in Harvard, erst von 1965 bis 1968 an der Medical School, Department of Microbiology, und anschließend von 1968 bis 1970 am Department of History of Science. Zwischen 1970 und 1973 war er stellvertretender Direktor der Burndy Library, einer 1941 von Bern Dibner gegründeten Bibliothek zur Technik- und Wissenschaftsgeschichte in Norwalk (Connecticut). 1973 ging er an die University of Pennsylvania, an der er 1988 zum Professor berufen wurde. An der Penn blieb Robert E. Kohler bis zu seiner Emeritierung im Jahr 2005.

### Forschung, Lehre und Auszeichnungen
Hatte Kohler seine Dissertation noch über Terpene geschrieben, wandte er sich anschließend zunehmend wissenschaftshistorischen Themen zu. In seinen Arbeiten 1971/72 setzte er sich mit dem Hintergrund und der Rezeption zur Entdeckung der zellfreien Gärung des deutschen Chemikers und Trägers des Nobelpreises für Chemie (1907) Eduard Buchner auseinander. Später untersuchte er die geschichtlichen Grundlagen der Wissenschaftsförderung und die Geschichte der Genetik. In den 1980er-Jahren bezog er soziologische Elemente in seine Untersuchungen ein und zeigte 1982 in From Medical Chemistry to Biochemistry: The Making of a Biomedical Discipline, dass die Disziplin Biochemie aus den Konflikten zur Kontrolle der Medizinischen Schulen entstand, insbesondere aus den Konflikten zwischen klinischen Praktikern und Forschern. Ein ähnliches soziologisches Interesse führte ihn zur Untersuchung der Förderungsmechanismen bei der Gestaltung der amerikanischen Wissenschaft. Die Ergebnisse veröffentlichte er in mehreren einflussreichen Artikeln und 1991 in dem Werk Partners in Science: Foundations and Natural Scientists, 1900–1945. In den 2000er-Jahren arbeitet er zur Kultur und Praxis der Biologie und Biodiversität sowie zur Geschichte der geographischen und biologischen Feldarbeit.
Seine Vorlesungen behandelten unter anderem die amerikanische Wissenschaftsgeschichte, die Technikgeschichte im Krieg, die Landschafts- und Umweltgeschichte sowie die Wissenschaft als gesellschaftliche Praxis. 2004 erhielt Kohler die George-Sarton-Medaille, den höchst renommierten Preis für Wissenschaftsgeschichte der von George Sarton und Lawrence Joseph Henderson gegründeten History of Science Society (HSS).

## Veröffentlichungen (Auswahl)
Robert E. Kohler war zwischen 1987 und 1992 Mitherausgeber des wissenschaftshistorischen Fachjournals Isis und von 1991 bis 2001 Mitherausgeber des Journals of the History of Biology. Er ist seit 1984 Mitherausgeber der Social Studies of Science und seit 2005 von Nature and Culture. Er veröffentlichte über 30 Fachartikel und fünf Bücher.
- Robert E. Kohler: The background to Eduard Buchner's discovery of cell-free fermentation. In: Journal of the History of Biology. 4. Jahrgang, Nr. 1, 1971, S. 35–61, doi:10.1007/BF00356976.
- Robert E. Kohler: The reception of Eduard Buchner's discovery of cell-free fermentation. In: Journal of the History of Biology. 5. Jahrgang, Nr. 2, 1972, S. 327–353, doi:10.1007/BF00346663.
- From Medical Chemistry to Biochemistry: The Making of a Biomedical Discipline. Cambridge University Press, 1982.
- Partners in Science: Foundations and Natural Scientists, 1900–1945. University of Chicago Press, 1991.
- Lords of the Fly: Drosophila Genetics and the Experimental Life. University of Chicago Press, 1994.
- Landcapes and Labscapes: Exploring the Lab–Field Border in Biology. University of Chicago Press, 2002.
- All Creatures: Naturalists, Collectors, and Biodiversity, 1850–1950. Princeton University Press, 2006.